# Яблонський Вільгельм Мар'янович
Яблонський Вільгельм Мар'янович (20 квітня 1889, м. Чечельник Вінницької губернії  — 14 квітня 1977, Київ) — український трубач, педагог, Заслужений діяч мистецтв УРСР (1969), професор Київської консерваторії (1935—1975).

## Життєвий шлях
З ім'ям В. М. Яблонського (1889—1977) пов'язаний подальший тривалий розвиток і становлення сучасної школи гри на трубі та духового виконавства в Україні.
Уродженець України (с. Чечельник, Вінницької губ.), Яблонський почав свою творчу кар'єру вихованцем полкового оркестру 1912 р. закінчив Київське музичне училище (клас педагога А.Подгорбунського).

## Творча праця
З 1913 до 1918 р. працював разом із М. Табаковим і П. Ейсмонтом у симфонічному оркестрі Сергія Кусевицького, у 1918 році — у Великому театрі, був одним із організаторів Київського симфонічного оркестру без диригента Персимфанс (1926—1930), в якому виконував партію першої труби.
Грав у найкращих симфонічних та оперних оркестрах під керівництвом К. Дебюссі, О. Глазунова, М. Малько, О. Фріда, В. Ферреро, А. Пазовського, В. Дранішникова, Е. Клайбера. Творча діяльність Яблонського в Києві пов'язана також із оркестром Українського радіо, театром опери та балету ім. Т. Шевченка, педагогічним музичним училищем, спеціальною музичною школою та Київським музично-драматичним інститутом ім. М. Лисенка, а з 1934 — з консерваторією (з 1935 р. він професор, завідувач кафедри).
Протягом півстоліття Вільгельм Мар'янович був справжнім лідером виконавців і педагогів-духовиків в Україні.
Манері виконання Яблонського був притаманний яскравий, саме трубний (а не корнетовий) характер. Сріблястий звук, ажурна техніка, відсутність форсування, оригінальне музичне мислення — ось ті основні риси, що характеризують його незабутню гру. «Найкращим трубачем Росії» назвав його Олександр Глазунов. Блискучу, вичерпну характеристику дав Яблонському видатний український диригент Веніамін Тольба.

## Учні

Меморіальна дошка Вільгельму Яблонському в приміщенні Київської консерваторії.

Як у виконавській, так і в педагогічній діяльності Яблонський був послідовником школи Вільгельма Вурма, основні принципи якої вдало поєднували із широкою наспівністю, характерною для української музики. У звуці він цінував силу і шляхетність, був прихильником вільної, природної гри без зайвого напруження і форсування.
Яблонський Вільгельм Мар'янович є засновником української трубної школи. Протягом своєї довгої творчої і педагогічної праці він обіймав керівні посади консерваторії. Був завідувачем кафедри духових інструментів та деканом оркестрового факультету. З представників довоєнного покоління виділялись Н. Полонський, С. Попов, Г. Самохвалов, М. Рудий, Й. Токарєв, Д. Крижанівський, О. Бєлов. Серед післявоєнного — М. Бердиєв, І. Кобець, М. Брагинський, О. Бєлофастов, В. Шеремет, М. Солонський та ін.
До останнього покоління учнів Яблонського належать кияни — В. Посвалюк, Г. Палкін, В. Литвиненко, А. Бутирін, Ф. Рігін, А. Таращенко, Л. Щасливий, А. Друщенко, З. Екштейн, Л. Петлицький.
Вже будучі в похилому віці В. М. Яблонський працював у Київській консерваторії як педагог-консультант. Його педагогічна діяльність і самовіданність стали взірцем для багатьох послідовників і подальших поколінь київської школи трубачів і виконавців на духових інструментах. Він глибоко співчував студентам котрі у післявоєнні роки мали тяжке матеріальне становище. Яблонський піклувався і підтримував їх морально, а також і фінансово. Був людяний і доступний чоловік.
Крім трубачів у нього навчалися валторністи М. Я. Юрченко, Є. І. Надопта, гобоїсти О. І. Безуглий, О. К. Козиненко, тромбоніст В. О. Гарань та ін. Вільгельм Мар'янович також керував і диригував студентськими симфонічним та духовим оркестрами, виїжджав з ними на літні сезони в курортні місцевості.
Загалом його школу пройшли близько 300 чоловік, практично всі трубачі, які працювали в Києві з 30-х по 70-ті рр., були його учнями. Багато з них працювало, а дехто і досьогодні працює в різних музичних колективах України і за кордоном.

## Праці
- «Педагогічний репертуар для труби» (1936),
- «36. для труби українських композиторів» (1961),
- фантазія для труби на теми опери «Тарас Бульба» М. Лисенка (1967).